# Seoul International Drama Awards

Das Logo der Seoul International Drama Awards, präsentiert vom Seoul Drama Awards Organizing Committee.

Die Seoul International Drama Awards (auch Seoul Drama Awards oder SDA) sind jährlich verliehene Filmpreise aus Südkorea für Fernsehdramen. Die Organisatoren würdigen dabei nicht nur koreanische Dramen, sondern nehmen international Fernsehfilme und -serien in den Blick. Als Fernsehproduktion gelten hier Dramen, die über Fernsehen oder Internet kostenlos einem breiten Publikum zur Verfügung gestellt wurden; kommerzielle Produktionen sind somit ausgeschlossen.
Die Preisverleihungen finden seit 2006 jährlich in Seoul statt. Sie entstanden im Kontext der Koreanischen Welle, was die weltweit steigende Popularität von südkoreanischer Kultur wie K-Pop oder K-Dramen ab den 1990er Jahren bezeichnet. Dabei versuchten die Organisatoren qualitativ hochwertige Fernsehproduktionen auch aus dem Ausland in den Blick zu nehmen. Dazu gilt als Mindestanforderung lediglich das Stellen englischer Untertitel und seit 2011 spielen im Auswahlprozess auch ausländische Juroren eine aktive Rolle. Seit 2010 gibt es neben den internationalen Auszeichnungen auch Preise für koreanische Dramen.

## Preisträger

### Hauptpreis (Daesang)

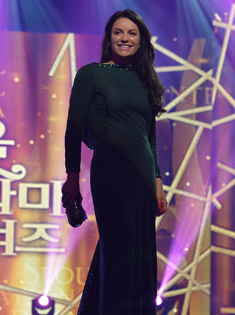
Christine Neubauer bei den Seoul International Drama Awards 2012 in Südkorea

| Year | Grand Prize                | Ref.          |
| ---- | -------------------------- | ------------- |
| 2008 | Missing (Desaparecida)     | [ 7 ]         |
| 2009 | Memoirs in China           | [ 8 ] [ 9 ]   |
| 2010 | Shoe-shine Boy             | [ 10 ]        |
| 2011 | Three Kingdoms             | [ 11 ]        |
| 2012 | Deep Rooted Tree           | [ 12 ]        |
| 2013 | Prisoners of War           | [ 13 ] [ 14 ] |
| 2014 | Kaboul Kitchen             | [ 15 ]        |
| 2015 | Nackt unter Wölfen         | [ 16 ] [ 17 ] |
| 2016 | The Night Manager          | [ 18 ]        |
| 2017 | This Is Us – Das ist Leben | [ 19 ]        |
| 2018 | Babylon Berlin             | [ 20 ]        |
| 2019 | On the Spectrum            | [ 21 ] [ 22 ] |
| 2020 | Orphans of a Nation        | [ 23 ]        |
| 2021 | Missing Child              | [ 24 ]        |
| 2022 | Help                       | [ 25 ] [ 26 ] |
| 2023 | The Fragile Colossus       | [ 27 ]        |

### Programm Preise
Die Gewinner erhalten den Golden Bird Prize, die Zweitplatzierten den Silver Bird Prize.
| Jahr | Bester Fernsehfilm                                                                                | Beste Miniserie                                                                                        | Beste Drama-Serie                                                                            | Sonderpreis                                                                               | Sonderpreis der Jury                                                           | Weitere Preise                                                         | Ref.          |
| ---- | ------------------------------------------------------------------------------------------------- | --- | -------------------------------------------------------------------------------------------- | ----------------------------------------------------------------------------------------- | ------------------------------------------------------------------------------ | ---------------------------------------------------------------------- | ------------- |
| 2006 | The Violin Zweiter: What Shall We Expect Tomorrow?                                                | My Lovely Sam Soon Zweitplatziert: Watch for the Happiness Crying Out Love, in the Center of the World | Qiao's Grand Courtyard Zweiter: Emperor of the Sea                                           | —                                                                                         | Holed Slipper for Hamdani Bird, Bird White Walls                               | —                                                                      | [ 28 ]        |
| 2007 | A Dwarf Launches a Little Ball Zweiter: Heißer Verdacht (Prime Suspect) (Staffel 7: „Das Finale“) | Nodame Cantabile Zweiter: Die Tudors (The Tudors)                                                      | The Great Revival Zweiter: Remember When (Cuéntame cómo pasó)                                | The Iron Handed Phantom – Mayavi Zweitplatziert: KHALA Word of Honor Memories – Jail Bars | Wut (engl. Can)                                                                | Beste Jugend-Serie Meine peinlichen Eltern (Mortified) Zweiter: Jump 2 | [ 29 ] [ 30 ] |
| 2008 | Devastation Zweiter: Kobra's Decision                                                             | Ella Blue Zweiter: Skins – Hautnah                                                                     | Hero Without a Name Zweiter: Golden Bride                                                    | The Tutor Zweiter: Secrets of This House                                                  | —                                                                              | Beste Jugend-Serie Jungle Fish Zweiter: Ballet Shoes                   | [ 31 ]        |
| 2009 | The Englishman's Boy Zweiter: The Shopping Trip                                                   | Maria (orig. Hvaler) Zweiter: Beethoven Virus                                                          | The Slingshot Zweiter: The Cartel (El cartel)                                                | Token Fighting Spiders Eva Fonda                                                          | Taipei 24H Live a Luxurious and Dissipated Life                                | —                                                                      | [ 8 ] [ 9 ]   |
| 2010 | The Summit Zweiter: Die Triffids – Pflanzen des Schreckens (The Day of the Triffids)              | The Slave Hunters Zweiter: Jin                                                                         | Queen Seondeok Zweiter: Murdoch Mysteries – Auf den Spuren mysteriöser Mordfälle (Staffel 3) | Ghost (Fernsehserie 2008) Pavitra Risht Where's Elisa?                                    | Yeh Rishta Kya Kehlata Hai                                                     | —                                                                      | [ 10 ]        |
| 2011 | Schicksalsjahre (engl. Shades of Happiness) Zweiter: When Harvey Met Bob                          | Luther (Fernsehserie) Zweiter: Die Säulen der Erde (engl. The Pillars of the Earth)                    | In the Name of Honour Zweiter: Passione                                                      | Eagle Four The Amazing Extraordinary Friends (Staffel 5) The Dandelion                    | —                                                                              | —                                                                      | [ 11 ]        |
| 2012 | Homevideo Zweiter: Das Meer am Morgen (La Mer à l’aube)                                           | Große Erwartungen (Great Expectations) (Fernsehfilm) Zweiter: Sherlock (Fernsehserie, Staffel 2)       | The Princess' Man Zweiter: The Firm                                                          | Memories – Fist Ezel The Bomber                                                           | —                                                                              | —                                                                      | [ 12 ]        |
| 2013 | Der jüdische Kardinal (Le Métis de Dieu) Zweiter: Welcome and...Our Condolences                   | Unsere Mütter, unsere Väter (engl. Generation War) Zweiter: The Half Brother                           | Grand Hotel (Staffel 2) Zweiter: The Chaser                                                  | The Perfect Day Salam, New York!                                                          | Yeh Rishta Kya Kehlata Hai                                                     | —                                                                      | [ 13 ]        |
| 2014 | Barefoot on Red Soil Zweiter: The Fat & The Angry                                                 | Mammon Zweiter: Good Doctor                                                                            | Empress Ki Zweiter: The Tide                                                                 | Baby Cans Galileo (Staffel 2)                                                             | —                                                                              | —                                                                      | [ 15 ]        |
| 2015 | The Good Sister                                                                                   | Misaeng: Incomplete Life                                                                               | Jikulumessu – Open Your Eyes                                                                 | —                                                                                         | Deng Xiaoping at History's Crossroads Home Away from Home The American Letters | —                                                                      | [ 17 ]        |
| 2016 | Don’t Leave Me (Ne m'abandonne pas) Zweiter: Sabena Hijacking: My Version                         | Deutschland (Staffel 1: Deutschland 83) Zweiter: Mr. Robot                                             | Six Flying Dragons Zweiter: A Scholar Dream of Woman                                         | —                                                                                         | Journey Kara Sevda (engl. Endless Love)                                        | Beste Komödie Baskets                                                  | [ 18 ]        |
| 2017 | Landgericht – Geschichte einer Familie (engl. Redemption Road) Zweiter: Red Teacher               | Please, Love Me Zweiter: Deep Water                                                                    | The Slave Mother Zweiter: Brave and Beautiful                                                | —                                                                                         | We Are One P.O.W – Bandi Yudh Ke                                               | Beste Komödie Fleabag                                                  | [ 19 ] [ 32 ] |
| 2018 | Gladbeck (engl. 54 Hours) Zweiter: Crocodile                                                      | Mother Zweiter: Safe Harbour                                                                           | Candice Renoir Zweiter: Filthy Rich                                                          | —                                                                                         | The Memoir of Majie                                                            | Beste Komödie The New Black                                            | [ 20 ] [ 33 ] |
| 2019 | Billy Zweiter: Lotte am Bauhaus                                                                   | Die Libelle (Miniserie) Zweiter: Invisible Heroes                                                      | The Golden Eyes Zweiter: Crash (Çarpışma)                                                    | —                                                                                         | Breasts The Herd                                                               | —                                                                      | [ 21 ]        |
| 2020 | Der Überläufer (engl. The Turncoat) Zweiter: Everything and Nothing                               | World on Fire Zweiter: Itaewon Class                                                                   | Bolívar Zweiter: Mr. Fighting                                                                | —                                                                                         | The Cage XX                                                                    | —                                                                      | [ 23 ]        |
| 2021 | Federica Montseny, The Woman Who Speaks Zweiter: Altes Land (engl. This House is Mine)            | The Investigation – der Mord an Kim Wall Zweiter: The Bad Kids                                         | The Penthouse: War in Life Zweiter: Go Ahead                                                 | —                                                                                         | Bonus Vacation Atlantic Crossing The Pit S4                                    | —                                                                      | [ 24 ]        |
| 2022 | Nobody's Child Bring mich nach Hause (engl. Take Me Home)                                         | Last Summers of the Raspberries (Le Temps des framboises) Anne – One Mother's Story                    | Hidden Truth Destan                                                                          | —                                                                                         | Die Welt steht still (engl. The World Stands Still)                            | —                                                                      | [ 25 ] [ 34 ] |
| 2023 | Mayflies Belascoarán, PI                                                                          | The Long Season Reborn Rich                                                                            | Meet Yourself Act Like You're Asleep                                                         | —                                                                                         | Cammo                                                                          | —                                                                      | [ 25 ]        |

### Individuelle Preise
| Jahr | Bester Schauspieler                                        | Beste Schauspielerin                                        | Beste Regie                                                     | Bestes Drehbuch                                            | Beste Kamera                                       | Beste Musik                               | Bestes Szenenbild              | Ref.                      |
| ---- | ---------------------------------------------------------- | ----------------------------------------------------------- | --------------------------------------------------------------- | ---------------------------------------------------------- | -------------------------------------------------- | ----------------------------------------- | ------------------------------ | ------------------------- |
| 2006 | Michael Therriault ( Prairie Giant)                        | Lu Yuan ( Watch for the Happiness)                          | Akihiko Ishimaru ( Crying out Love, in the Center of the World) | Patrick Bucley ( Family Portrait)                          | Kim Seung-hwan ( Emperor of the Sea)               | Taro Iwashiro ( The Violin)               | Min Eon-ok ( Princess Hours)   |                           |
| 2007 | Takuya Kimura ( The Grand Family)                          | Helen Mirren ( Heißer Verdacht (Prime Suspect): Das Finale) | Takeuchi Hideki ( Nodame Cantabile)                             | Frank Deasy ( Heißer Verdacht (Prime Suspect): Das Finale) | Shi Luan ( The Great Revival)                      | Takeuchi Hideki ( Nodame Cantabile)       | Lee Cheol-ho ( Hwang Jini)     |                           |
| 2008 | Dvir Benedek ( The Tutor)                                  | Pan Li-li ( Artemisia)                                      | Carlos Sedes, Manuel Palacios ( Missing)                        | Gao Mantang, Sun Jianye ( Chuang Guandong)                 | Piotr Wojtowicz ( Let's Go to the Movies Tomorrow) | Braam Du Toit, Ronelle Loots ( Ella Blue) | Huo Wan ( Hero Without a Name) |                           |
| 2009 | Akira Kume ( The Shopping Trip)                            | Charlotte Frogner ( Maria)                                  | Duane Clark ( XIII – Die Verschwörung)                          | Marc Didden ( The Emperor of Taste)                        | —                                                  | —                                         | —                              | [ 8 ] [ 9 ] [ 35 ] [ 36 ] |
| 2010 | Carl-Kristian Rundman ( Easy Living)                       | Margôt Ros, Maike Meijer ( Tower C)                         | Nick Copus ( The Summit)                                        | Craig Warner ( The Last Days of Lehman Brothers)           | —                                                  | —                                         | —                              | [ 10 ]                    |
| 2011 | Chen Jianbin ( Three Kingdoms)                             | Na Moon-hee ( It's Me, Grandma)                             | Miguel Alexandre ( Schicksalsjahre)                             | Albert Espinosa ( The Red Band Society)                    | —                                                  | —                                         | —                              | [ 11 ]                    |
| 2012 | Jonas Nay ( Homevideo)                                     | Christine Neubauer ( Hannas Entscheidung)                   | Brian Kirk ( Große Erwartungen)                                 | Sarah Phelps ( Große Erwartungen)                          | —                                                  | —                                         | —                              | [ 12 ]                    |
| 2013 | Lee Moon-sik ( Sangkwon)                                   | Lucy Liu ( Elementary)                                      | Philipp Kadelbach ( Unsere Mütter, unsere Väter)                | Lars Lundström ( Real Humans – Echte Menschen)             | —                                                  | —                                         | —                              | [ 13 ]                    |
| 2014 | Edgar Selge ( Ein blinder Held – Die Liebe des Otto Weidt) | Kim Hee-ae ( Secret Affair)                                 | Cecilie Mosli ( Mammon)                                         | María Jaén ( Barefoot on Red Soil)                         | —                                                  | —                                         | —                              | [ 15 ]                    |
| 2015 | Engin Akyürek ( Black Money Love)                          | Simona Stašová ( The Self Lover)                            | —                                                               | —                                                          | —                                                  | —                                         | —                              | [ 17 ]                    |
| 2016 | Azat Seitmetov ( Father)                                   | Samia Sassi ( Don’t Leave Me)                               | Susanne Bier ( The Night Manager)                               | Eva Spreitzhofer ( Kleine große Stimme)                    | —                                                  | —                                         | —                              | [ 18 ]                    |
| 2017 | Kerem Bürsin ( Heart of the City)                          | Alexandra Nikiforova ( Anna Detective)                      | Urs Egger ( Gotthard)                                           | Rodica Doehnert ( Das Sacher)                              | —                                                  | —                                         | —                              | [ 19 ]                    |
| 2018 | Joan Pera ( The Power of Silence)                          | Lee Bo-young ( Mother)                                      | Kilian Riedhof ( Gladbeck)                                      | Uli Brée, Klaus Pieber ( A Dance to Remembrance)           | —                                                  | —                                         | —                              | [ 20 ] [ 33 ]             |
| 2019 | Kim Dong-wook ( Special Labor Inspector)                   | Alicia von Rittberg ( Lotte am Bauhaus)                     | Christophe Charrier ( Jonas)                                    | Jed Mercurio ( Bodyguard)                                  | —                                                  | —                                         | —                              | [ 21 ]                    |
| 2020 | Waleed Zuaiter ( Baghdad Central)                          | Gong Hyo-jin ( When the Camellia Blooms)                    | Adam Smith ( World on Fire)                                     | Lim Sang-choon ( When the Camellia Blooms)                 | —                                                  | —                                         | —                              | [ 23 ]                    |
| 2021 | Park Hyuk-kwon ( Missing Child)                            | Elle Fanning ( The Great)                                   | Cho Yong-won ( Missing Child)                                   | Russell T Davies ( It's a Sin)                             | —                                                  | —                                         | —                              | [ 24 ]                    |
| 2022 | Stephen Graham ( Help)                                     | Jodie Comer ( Help)                                         | Akim Isker ( Nobody's Child)                                    | Han Hee-jung ' ( The King's Affection)                     | —                                                  | —                                         | —                              | [ 25 ]                    |
| 2023 | Wei Fan ( The Long Season)                                 | Nina Ellen Ødegård ( Afterglow) Bae Suzy ( Anna)            | Stéphanie Murat ( The Fragile Colossus)                         | Aude Marcle ( The Fragile Colossus) Nima Javidi ( Actor)   | —                                                  | —                                         | —                              | [ 27 ]                    |

### Preise für koreanische Dramen
| Jahr | Exzellentes Drama                                  | Herausragende Dramen                                    | Bester Schauspieler                                | Beste Schauspielerin                                         | Beste Regie                        | Bestes Drehbuch                                 | Bester Soundtrack                                                                     | Ref.                |
| ---- | -------------------------------------------------- | ------------------------------------------------------- | -------------------------------------------------- | ------------------------------------------------------------ | ---------------------------------- | ----------------------------------------------- | ------------------------------------------------------------------------------------- | ------------------- |
| 2010 | „Hauptpreis“ The Slave Hunters                     | „Hauptpreis“ The Slave Hunters                          | Jang Hyuk (The Slave Hunters) Lee Byung-hun (IRIS) | Go Hyun-jung (Queen Seondeok) Han Hyo-joo (Brilliant Legacy) | Kwak Jung-hwan (The Slave Hunters) | Kim Young-hyun, Park Sang-yeon (Queen Seondeok) | —                                                                                     | [ 2 ] [ 10 ] [ 37 ] |
| 2011 | Marry Me, Mary! (wörtl. Mary Stayed Out All Night) | Sungkyunkwan Scandal                                    | Park Yoochun (Sungkyunkwan Scandal)                | Moon Geun-young (Marry Me, Mary!)                            | Shin Woo-chul (Secret Garden)      | Kim Eun-sook (Secret Garden)                    | Baek Ji-young for „That Woman“ (Secret Garden)                                        | [ 11 ]              |
| 2012 | Rooftop Prince                                     | The King 2 Hearts                                       | Park Yoochun (Rooftop Prince)                      | Han Ji-min (Rooftop Prince)                                  | —                                  | —                                               | Taeyeon for „Missing You Like Crazy“ (The King 2 Hearts)                              | [ 12 ] [ 38 ]       |
| 2013 | Arang and the Magistrate                           | King of Ambition                                        | Lee Joon-gi (Arang and the Magistrate)             | Bae Suzy (Gu Family Book)                                    | —                                  | —                                               | Kim Jaejoong for „Living Like a Dream“ (Dr. Jin)                                      | [ 13 ] [ 14 ]       |
| 2014 | My Love from the Star                              | The Heirs                                               | Kim Soo-hyun (My Love from the Star)               | Kim Hee-ae (Secret Affair)                                   | —                                  | —                                               | Lyn for „My Destiny“ (My Love from the Star)                                          | [ 15 ]              |
| 2015 | Kill Me, Heal Me                                   | Gunman in Joseon Pinocchio                              | Lee Joon-gi (Gunman in Joseon)                     | Hwang Jung-eum (Kill Me, Heal Me)                            | —                                  | —                                               | Taeyeon for „Love, That One Word“ (You're All Surrounded)                             | [ 17 ] [ 39 ]       |
| 2016 | Descendants of the Sun                             | The Flower in Prison                                    | Song Joong-ki (Descendants of the Sun)             | Shin Min-a (Oh My Venus)                                     | —                                  | —                                               | Gummy for „You Are My Everything“ (Descendants of the Sun)                            | [ 18 ]              |
| 2017 | Love in the Moonlight                              | W The Doctors                                           | Park Bo-gum (Love in the Moonlight)                | Park Bo-young (Strong Girl Bong-soon)                        | —                                  | —                                               | Ailee for „I Will Go to You Like the First Snow“ (Guardian: The Lonely and Great God) | [ 19 ]              |
| 2018 | While You Were Sleeping                            | Fight for My Way Something in the Rain                  | Park Seo-joon (Fight for My Way)                   | Son Ye-jin (Something in the Rain)                           | —                                  | —                                               | —                                                                                     | [ 33 ]              |
| 2019 | The Fiery Priest                                   | Doctor Prisoner                                         | Kim Nam-gil (The Fiery Priest)                     | Jang Na-ra for (The Last Empress)                            | —                                  | —                                               | Davichi for „Falling In Love“ (The Beauty Inside)                                     | [ 21 ]              |
| 2020 | When the Camellia Blooms                           | Crash Landing on You Hot Stove League Extraordinary You | Kang Ha-neul (When the Camellia Blooms)            | Son Ye-jin (Crash Landing on You)                            | —                                  | —                                               | Punch for „Like a Heroine in the Movie“ (When the Camellia Blooms)                    | [ 23 ]              |
| 2021 | Vincenzo                                           | Start-Up Taxi Driver Kairos                             | Song Joong-ki (Vincenzo)                           | Bae Suzy (Start-Up)                                          | —                                  | —                                               | Young Tak for „Okay“ (Revolutionary Sisters)                                          | [ 24 ]              |
| 2022 | —                                                  | The Red Sleeve All of Us Are Dead                       | Kim Seon-ho (Hometown Cha-Cha-Cha)                 | Jisoo (Snowdrop)                                             | —                                  | —                                               | Lim Young-woong – „Love Always Runs Away“ (Young Lady and Gentleman)                  | [ 25 ]              |
| 2023 | —                                                  | Extraordinary Attorney Woo The Glory                    | Lee Seung-min (Reborn Rich)                        | —                                                            | —                                  | —                                               | Kim Ho-joong – „Meet You Among Them“ (Three Bold Siblings)                            | [ 27 ]              |

### Weitere Auszeichnungen
Zusätzlich zu den Film-, Personen- und koreabezogenen Auszeichnungen wurden in der Vergangenheit zusätzlich Publikumspreise und weitere besondere Auszeichnungen vergeben. Die Auswahl der Kategorien hat dabei über die Jahre variiert. Folgende Auszeichnungen wurden vergeben
- 2008–2009: Populärstes Drama
- 2008–2009: Star Hall of Fame
- 2008–2014: Beliebtester Schauspieler und beliebteste Schauspielerin (Publikumspreis)
- 2009–2021: Populärstes ausländisches Drama des Jahres (Publikumspreis)
- 2015: Preis für neue Trends
- 2015: Hallyu Achievement Award zum 10-jährigen Jubiläum
- 2015: Mango TV Beliebtheitspreis
- 2015: Besondere Einladung
- 2015–2023: Preis für asiatische Stars (teils mit Voting)
- 2020–2021: Bestes Kurzdrama
- 2022: Seoul-Business-Agency-Preis
- 2023: Golden Bird Prize für Werk und Person
- 2023: Idolchamp Artist Award

#### Populärstes ausländisches Drama
- 2009:  CSI: Vegas,  Doctor Who (Staffel 4)[8][9]
- 2010:  Navy CIS (Staffel 7)
- 2011:  The Walking Dead (Staffel 1)[11]
- 2012:  Scarlet Heart
- 2013:  Mistresses (Staffel 1)
- 2014:  Sherlock (Staffel 3)
- 2015: nicht vergeben
- 2016:  Dramaworld
- 2017:  Mozart in the Jungle (Staffel 3)
- 2018: nicht vergeben
- 2019:  Kim's Convenience (Staffel 3),  The Good Doctor,  Ashes of Love[21]
- 2020:  Snowpiercer,  Descendants of the Sun,  The New Pope
- 2021:  I Told Sunset About You,  Signal[24]

#### Bestes Kurzdrama
- 2020:  18h30
- 2021: Golden Bird Prize:  Passengers, Silver Bird Prize:  Delete Me[24]

#### Preis für neue Trends
- 2015:  Marco Polo,  Chosen (Staffel 3)